# Jabón de Marsella

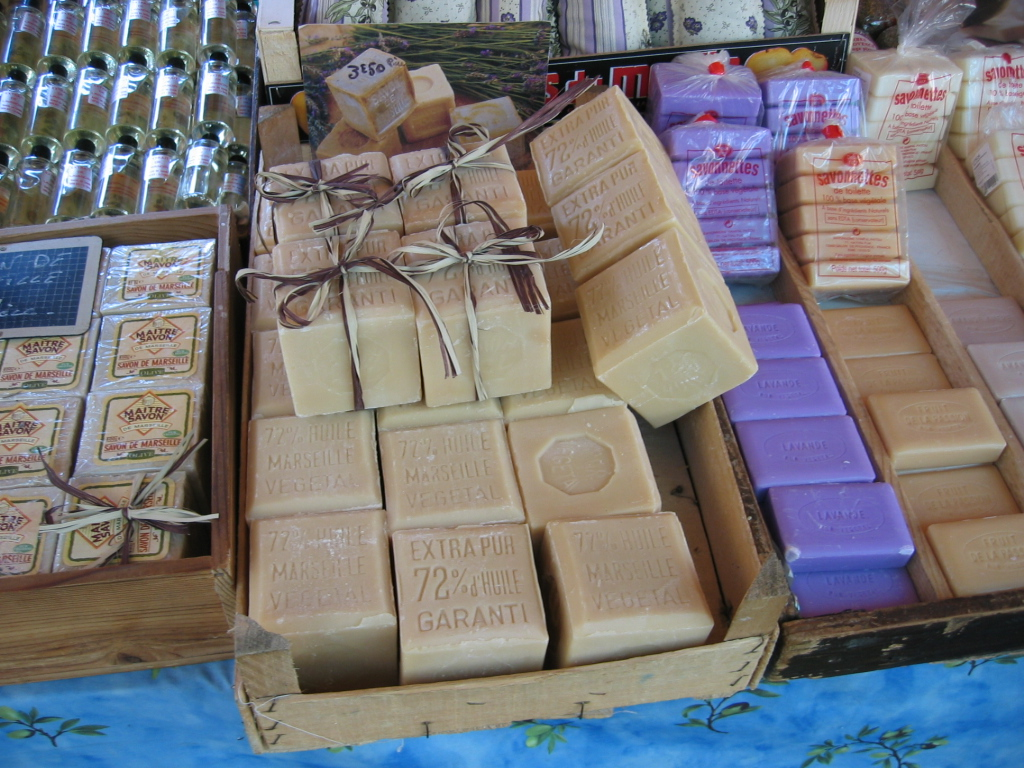
Jabones de Marsella.

El jabón de Marsella (conocido en occitano como Sabon de Marselha y en francés como Savon de Marseille) es un jabón tradicional a base de aceites vegetales fabricado en la zona de Marsella (Francia), estando registrada su venta por primera vez alrededor del año 1370. En 1688 Luis XIV, mediante el edicto de Colbert, introdujo regulaciones para limitar el uso del nombre de Savon de Marseille a los jabones fabricados en el área de Marsella, a partir solo de aceite de oliva (al igual que el jabón de Castilla). Hoy en día esta ley sigue en pie, aunque la normativa permite ahora que se utilicen otros aceites vegetales.